# 華佗誕
華佗誕是中国的传统节日,用来纪念东汉医师华佗的诞辰,一般在每年的农历四月十八日。

## 註
1. ↑  . www.wongtaisintemple.org.hk.   [2022-05-09].